# سبينسر برات
سبنسر ويليام برات (ولد في 14 أغسطس 1983) شخصية تلفزيونية أمريكية. في عام 2007، بدأ يواعد هايدي مونتاغ، وهو عضو رئيسي في المسلسل التلفزيوني الواقع ذي هيلز.

## روابط خارجية
- سبينسر برات على موقع IMDb (الإنجليزية)
- سبينسر برات على موقع إن إن دي بي (الإنجليزية)
- سبينسر برات على موقع قاعدة بيانات الفيلم (الإنجليزية)